# C'est pas sorcier
C'est pas sorcier (Frans: Het is geen hekserij) is een Frans educatief televisieprogramma. Het programma probeert wetenschappelijke onderwerpen te populariseren voor de jeugd, op een manier die vergelijkbaar is met het Nederlandse tv-programma Het Klokhuis. C'est pas sorcier wordt sinds 1993 uitgezonden op France 3.
In het programma gaan presentatoren Frédéric Courant en Sabine Quindou op het terrein, en stuiten er op wetenschappelijke vragen. De verklaring wordt gegeven door presentator Jamy Gourmaud in de studio, vaak aan de hand van experimenten en maquettes. Het decor suggereert dat Gourmaud presenteert vanuit een mobiel lab, ingericht in de oplegger van een vrachtwagen. De generiek van het programma, dat de rijdende vrachtwagen toont, werd opgenomen in het landschap van het plateau van Aubrac. De muziek komt uit het stuk Boogie Body, en is bewerkt door Koka Media.
De uitzendingen werden ook door buitenlandse zenders overgenomen. De originele Franstalige versies verschijnen ook in België op de RTBF, in Zwitserland, Franstalig Afrika en in Canada. In een tiental andere landen verschijnt het programma gedubd of met ondertitels. Sinds 2002 werden meer dan 400 afleveringen uitgebracht op videocassette en dvd.
Het programma won in 1999 een 7 d'or voor beste educatieve uitzending en werd meermaals beloond met een Prix Roberval.
In september 2011 besloot France 3 na jaren opnieuw afleveringen te maken. Dit werd in een vernieuwd en hedendaags format gegoten.

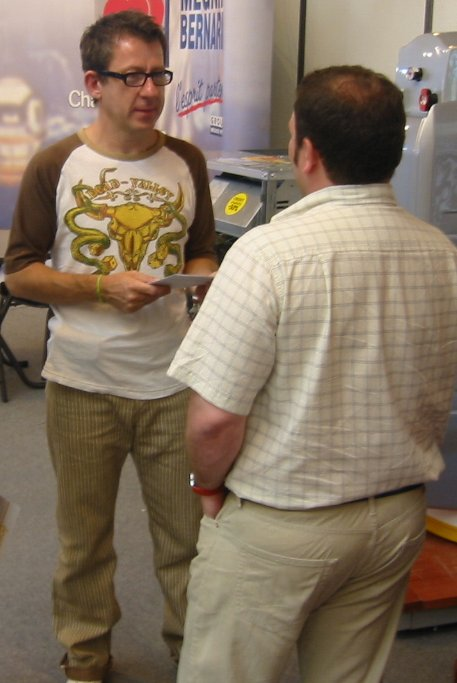
Jamy Gourmaud (2006)
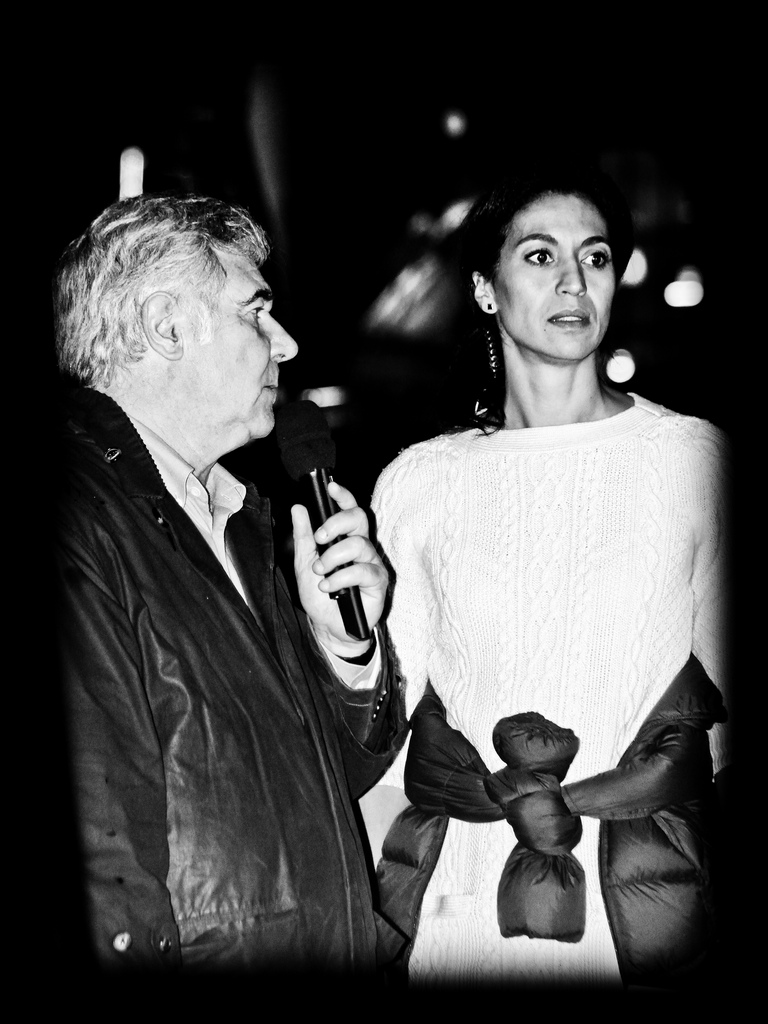
Sabine Quindou (2011)
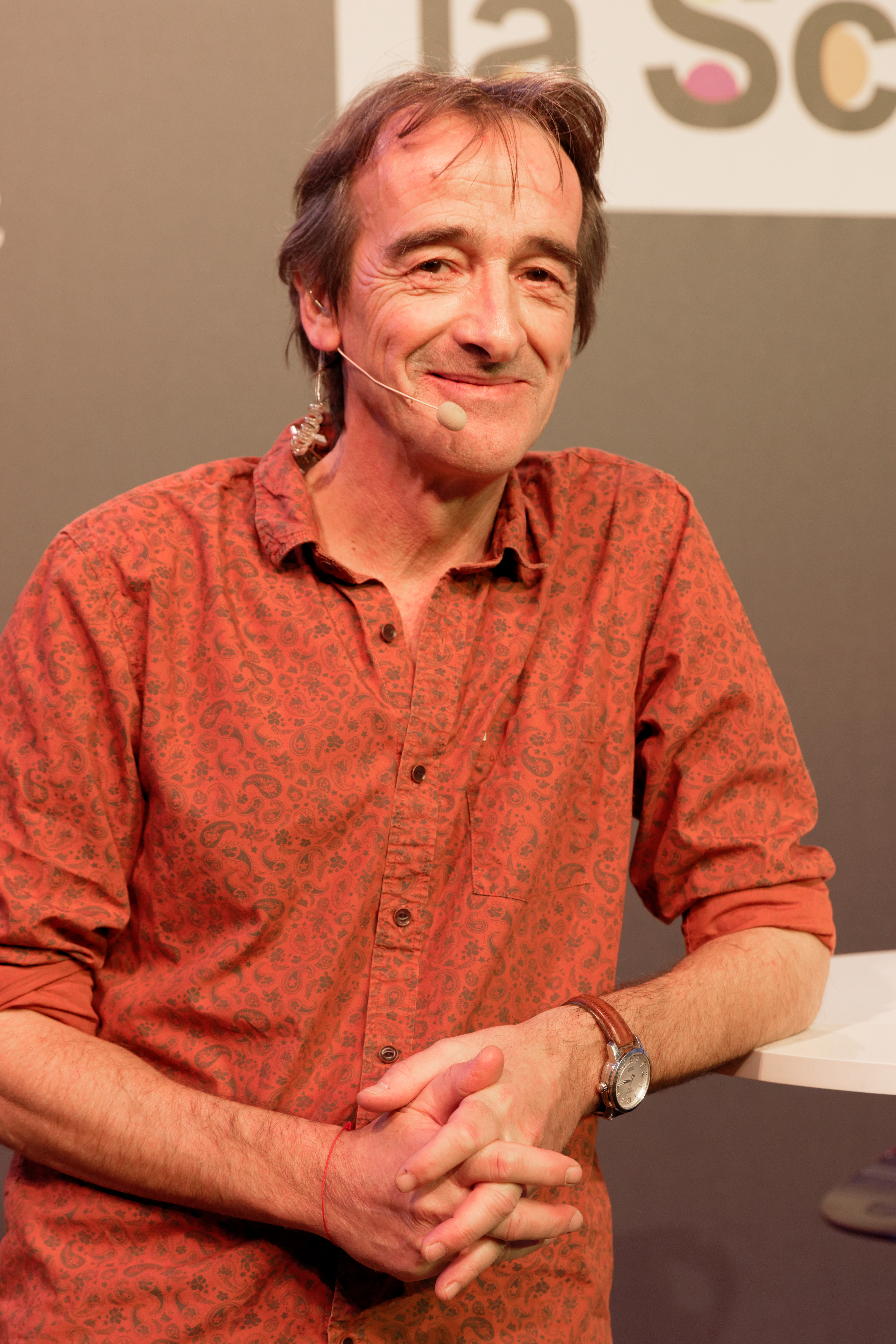
Frédéric Courant (2016)